# ニート・ニート・ニート
『ニート・ニート・ニート』は、2010年発売の三羽省吾の小説、及びそれを原作とする日本映画。札幌市映像制作助成金活用作品。

## キャスト
- レンチ：安井謙太郎（当時ジャニーズJr.）
- タカシ：山本涼介
- キノブー：森田美勇人（当時ジャニーズJr.）
- 月子：灯敦生
- ミサコ：MEGUMI
- 松澤一之
- 相田英瑞
- 小南光司
- 山優香
- 前田倫良
- キノブーの母：石野真子（特別出演）
- ゴジさん：藤本隆宏

## スタッフ
- 原作：三羽省吾『ニート・ニート・ニート』（角川文庫）
- 監督・脚本：宮野ケイジ
- 音楽：菅大祐
- 主題歌：9mm Parabellum Bullet『キャリーオン』（日本コロムビア）
- 挿入歌：ReN『Tell Me Why』
- オープニング曲：Love-tune『CALL』
- 統括プロデューサー：竹村友里、長谷川雅弘
- エグゼクティブプロデューサー：城所大介、山下博正、及川次雄、小黒康夫
- プロデューサー：関顕嗣、松田光司
- 協力プロデューサー：秋島雅彦、佐川茂広、西岡秀樹、栗沢正和、藤巻典敏、平山広幸、土岐総一郎、四方そういち
- ラインプロデューサー：山地曻
- キャスティングプロデューサー：松永琴
- 撮影監督：中澤正行
- 照明：野村久数
- 録音：山田幸治
- 助監督：佐々木利男
- 制作担当：星孝行
- 音響効果：柴崎憲治
- 美術：山崎輝
- 装飾：阿久津桂
- 編集：金子尚樹
- スクリプター：吉田純子
- ヘアメイク：唐澤知子
- スタイリスト：片柳利依子
- DIT・CG：寺本年範
- スチール：鈴木優太
- メイキング：大崎正浩
- 特殊メイク：JIRO（自由廊）
- 宣伝プロデューサー：杉谷輔智
- 協賛：商船三井フェリー
- 協力：札幌フィルムコミッション
- 自治体協力：北海道・札幌市、帯広市、釧路市、稚内市、苫小牧市、留萌市、清水町、えりも町、新得町
- 配給・宣伝：MACH、スパイラル・ピクチャーズ
- 配給協力：ユナイテッドスマイルズ
- 制作協力：アトリエ羅夢
- 企画・制作：ミレ・ファクトリー
- 映画「ニート・ニート・ニート」製作委員会（Raise Entertainment Project、コンセプトフィルム、インナースペース、ウィザード、ウィッシュ、オリエントコミュニケーション 、ドロップ、アトリエ羅夢、MACH、ミレ・ファクトリー）

## 受賞歴
- ゆうばり国際ファンタスティック映画祭2019：特別上映
- 2019年6月11日付映画DVD オリコンチャート第1位
- 第73回毎日映画コンクール TSUTAYAプレミアム映画ファン賞「日本映画部門」 第2位